# 親衛隊第7軍
親衛隊第7軍（德語：VII.SS-Panzerkorps）是納粹德國武装亲卫队的裝甲軍，但從未參加過敵對行動。1944年6月30日，該軍併入了亲卫队第4裝甲軍。

## 歷史
黨衛軍第7軍總部於1943年10月3日在法國東北部莫朗日的訓練營成立。新軍團旨在包括第親衛隊第10師和親衛隊第17師。
1943年12月底，親衛隊集團領袖馬蒂亞斯·克萊因海斯特坎普受命領導該軍，但在1944年2月，他還被任命為黨衛軍第3（日耳曼）裝甲軍的指揮官。在沒有指揮官在場的情況下，參謀人員被轉移到其他單位。1944年2月，參謀人員只有1名軍官和1名士官。1944年3月，亲卫队第10裝甲師被調往東線。盟軍在諾曼底登陸後，黨衛軍第17裝甲擲彈兵師被編入第7軍團。
1944年5月，克萊因海斯特坎普回到軍團並被正式任命為軍長。他重新開始組建參謀部，但在1944年6月30日，該參謀部與同樣由克萊因海斯特坎普領導的第亲衛队4裝甲軍合併。